# Награда Емпајер за најбољег глумца у споредној улози
Награда Емпајер за најбољег глумца у споредној улози једна је од Награда Емпајер коју сваке године додељује британски филмски часопис Емпајер најбољем глумцу у споредној улози из претходне године. Ова награда први пут је уведене на 19. додели Емпајер награда 2014. године, заједно са Наградом за најбољу глумицу у споредној улози. Победника сваке године бирају читаоци часописа.

## Добитници и номинације

### 2010е
| Година          | Глумац                    | Филм |
| --------------- | ------------------------- | ---- |
| 2014            |                           |      |
| Мајкл Фасбендер | Дванаест година ропства   |      |
| Данијел Брил    | Трка живота               |      |
| Сем Клафлин     | Игре глади: Лов на ватру  |      |
| Ричард Армитиџ  | Хобит: Шмаугова пустошења |      |
| Том Хидлстон    | Тор: Мрачни свет          |      |